# Выборы президента США в Делавэре (2024)
Вы́боры Президе́нта США 2024 го́да в Делавэ́ре прошли во вторник, 5 ноября 2024 года. В них приняли участие все 50 штатов, а также округ Колумбия. Избиратели Делавэра будут выбирать выборщиков, которые будут представлять их в Коллегии выборщиков, путём всенародного голосования. Делавэр имеет 3 голоса выборщиков в Коллегии выборщиков после перераспределения в результате переписи населения США 2020 года (штат сохранил имевшееся ранее количество голосов).

## История
Делавэр приобрёл статус штата в декабре 1787 года и участвовал во всех 59 президентских выборах. На подавляющем большинстве выборов штат имел три голоса выборщиков — четыре в 1810-х годах. Тот факт, что избиратели Делавэра отдавали предпочтение кандидату от Республиканской партии на протяжении большей части XX века, можно частично объяснить присутствием компании «DuPont», семьи Дюпон и их влиянием на политику штата. Их влияние ослабло лишь к концу XX века, поскольку бизнес Делавэра стал более диверсифицированным. Как и во многих северо-восточных штатах, на последних восьми выборах в Делавэре побеждал кандидат-демократ.
В 2020 году Джо Байден опередил Дональда Трампа более чем на 18 процентных пунктов. Всего один округ Делавэра отдал предпочтение Трампу: Сассекс  — в нём проживает порядка 24,0 % населения штата. В преддверии выборов 2024 года Камала Харрис заручилась поддержкой видных политических деятелей штата, среди них — губернатор Джон Карни, сенаторы Том Карпер и Крис Кунс.

## Внутрипартийные выборы

### Праймериз Демократической партии
Праймериз Демократической партии первоначально были запланированы на 2 апреля 2024 года. Действующий президент Джо Байден стал единственным кандидатом, который выполнил требования для включения его фамилии в бюллетень. В соответствии с законом штата Делавэр, праймериз были отменены.

### Праймериз Республиканской партии
Праймериз Республиканской партии первоначально были запланированы на 23 апреля 2024 года. Дональд Трамп стал единственным кандидатом. В соответствии с законом штата Делавэр, праймериз были отменены, а голоса всех делегатов (16) отошли к Трампу.

## Всеобщие выборы

### Предвыборная статистика
Обозначения:
- Р — равенство
- НП — небольшое преимущество
- ДП — достаточное преимущество
- СП — существенное, но преодолимое преимущество
- ОП — огромное преимущество

| Источник              | Рейтинг | По состоянию на: |
| --------------------- | ------- | ---------------- |
| Cook Political Report | ОП (Д)  | 19 декабря 2023  |
| Inside Elections      | ОП (Д)  | 26 апреля 2023   |
| Sabato's Crystal Ball | ОП (Д)  | 29 июня 2023     |
| DDHQ/The Hill         | ОП (Д)  | 14 декабря 2023  |
| CNalysis              | ОП (Д)  | 30 декабря 2023  |
| CNN                   | ОП (Д)  | 14 января 2024   |
| The Economist         | СП (Д)  | 12 июня 2024     |
| 538                   | СП (Д)  | 11 июня 2024     |
| RCP                   | ОП (Д)  | 26 июня 2024     |

### Опросы
Камала Харрис vs. Дональд Трамп
| Источник опроса      | Период проведения   | Размер выборки | Уровень погрешности | Камала Харрис Демократическая | Дональд Трамп Республиканская | НИ |
| -------------------- | ------------------- | -------------- | ------------------- | ----------------------------- | ----------------------------- | -- |
| Slingshot Strategies | 19–21 сентября 2024 | 500 (ЗИ)       | ±4,4%               | 54%                           | 37%                           | 9% |

## Результаты

### По округам
| Округ    | Камала Харрис Демократическая | Камала Харрис Демократическая | Дональд Трамп Республиканская | Дональд Трамп Республиканская | Другие кандидаты | Другие кандидаты | Преимущество | Преимущество | Всего |
| Округ    | #                             | %                             | #                             | %                             | #                | %                | #            | %            | Всего |
| -------- | ----------------------------- | ----------------------------- | ----------------------------- | ----------------------------- | ---------------- | ---------------- | ------------ | ------------ | ----- |
| Кент     |                               |                               |                               |                               |                  |                  |              |              |       |
| Нью-Касл |                               |                               |                               |                               |                  |                  |              |              |       |
| Сассекс  |                               |                               |                               |                               |                  |                  |              |              |       |
| Всего    |                               |                               |                               |                               |                  |                  |              |              |       |